# Хунза
Хунзукук (Хунза) или Бурушо, наричани и с пейоративния извън страната им екзоним „Келеши“, е наименованието на народа, обитаващ долината Хунза в областта Каракорум, Пакистан. Според различни източници населението на долината е между 15 и 80 хил. души.
Хунзите говорят неиндоевропейския, бурушаски език, на който húnzo означава „връщане на лъка“, т.е. „дом на стрелеца (с лък)“ или „жител на Хунза“. Пишат на арабска азбука във варианта ѝ, използван в Пакистан. Процентът на грамотност е много висок.
Хунзите се различават от съседите си, бидейки по-високи и с по-светла кожа от околните, но не са толкова сходни с алпийския европейски тип като нуристанците и калашите. Според изследванията на ДНК групи от племето по мъжка линия родословието им показва генетична връзка с циганите и говорещите на памирски езици афганистанци, което се дължи основно на маркер M124 (определяне на Y-ДНК хаплогрупа R2A), което е най-висока честота в изследваните групи  Те носят и източноазиатски генетичен фонд, което доказва, че поне част от предците им произхождат североизточно от Хималаите от земите на днешен Китай. Според хипотезата на Сергей Анатольевич Старостин те са потомци на т.нар. китайско-кавказци и няма как и от кого да са асимилирани индоевропейци
Долината на Хунзите е голямата туристическа атракция на Пакистан, цел на много чуждестранни и местни туристи. Тя е сравнително спокойна и добре устроена. Три големи планински вериги: Хиндукуш, Каракорум и Хималаите се преплитат около долината, която е свързана от 1978 година с автомагистралата „Каракорум“.

## История
Хунзите нямат писмена история. В по-стари времена хунзите са смятани за велики бойци. Дори китайската империя във върха на разцвета си плаща лепта на мировете (владетелите) на хунзите, за да не нападат Кашгар и Ярканд в Китайски Туркестан.
Изолираността на региона спомага за съхранението на самосъзнанието на хунзите през вековете, но през 1892 година Британската империя успява да установи контрол над долината, а мирът бяга в Китай.
Едва в 1904 година приемат исляма, негов проводник тук е Ага Хан III, който поддържа колониалните завоевания на Британската империя, а изповядваният шиитски ислям на исмаилитите все още не е така дълбоко вкоренен.
Чак през 1949 година Пакистан установява контрол над територията им. Последният им „мир“ (княз) обаче е свален от власт много по-късно – през 1974 година, от Зулфикар Али Бхуто, но князете им запазват своя авторитет и немалка част от властовите си позиции.
На 4 януари 2010 година голямо свлачище убива няколко жители и разрушава къщи, като задръства река Хунза и причинява появата на голямо езеро (дълго 16 км и дълбоко 91 м). Появата на езерото налага евакуацията на голям брой жители и унищожава голям брой обработваеми площи.

## Легенди и пропаганда
Легендарните широко разпространени в Пакистан и Афганистан разкази, представяни и на туристите, са, че племето е свързано с изгубеното тайно кралство „Шангри-Ла“ (Шамбала) и коренно противоположната – че произхождат от селцето Балтир, основано след края на походите на Александър Велики от трима негови войници, които се заселват в долината и си взимат персийски жени. Това се опроворгава не само от лингвистическите доказателства на неиндоевропейскя им език, но и от липсата на каквито и да е генетични данни за връзка със средиземноморието, каквито има, и то само около 2%, но у пущуните в Пакистан и Афганистан, а не и при тях.
Друг мит е тяхното дълголетие, обаче научните изследвания показват средна продължителност на живота: 53 години – за мъжете, и 52 – за жените, като има и някои дълголетници.
Няколко съвременни нации, най-вече с пропагандни доводи, обявяват хунзите за свои родственици – Гърция, Северна Македония  и Унгария.

## Нрави
Повечето хунзи приемат през 1904 година да принадлежат към либералния исмаилизъм, разновидност на шиитския ислям.
Всички сватби се провеждат в средния четвъртък на декември. Майката на жениха прекарва първия месец с младото семейство в ролята на водач и учител: „Бракът е прекалено важен, за да бъде оставен на случайността“.
Живеят предимно от селско стопанство и туризъм. В миналото, преди затварянето на границата с Китай, са се прехранвали и от даване на коне под наем и помагане на пътуващи търговци.
Легенди разказват за невероятно здравите, издръжливи, силни и дълголетни хунзи. Съвременните наблюдения оборват тези легенди, въпреки че последното може и да се дължи на непознати за областта болести като запек и сърдечносъдови болести. Познати са също очни и зъбни заболявания. Допълнително им наемане в пакистанската армия привнася тютюнопушенето и наркотиците.
Митът за здраве, сила и дълголетие въпреки всичко се радва на популярност сред туристите и се отдава на храната.
Традиционно храната им е била предимно растителна (ечемик, просо, елда, пшеница, царевица, картофи, кайсии, праскови, бадеми, орехи), основана главно на суровоядство (също и поради липса на горивни материали) и млечни продукти, като месо се е ядяло само в редки случаи.

## Интересни факти
В Северна Македония се пропагандира тезата, че бурушаският им език е наследник на „античния македонски език“, а те са преки потомци на Александър Македонски. В рамките на тази пропаганда вождът на тяхното мюсюлманско племе в Пакистан Газанфар Али Кан бе поканен в Скопие, в качество си на наследник на Александър Велики и на 11 юли 2008 година бе тържествено посрещнат с почести и официално приет от премиера Груевски, архиепископ Стефан и от кмета на Скопие Трифон Костовски, което предизвика спорове и разногласия.